# 1099 Figneria
Figneria (asteroide 1099) é um asteroide da cintura principal com um diâmetro de 29,39 quilómetros, a 2,3348712 UA. Possui uma excentricidade de 0,2686371 e um período orbital de 2 083,46 dias (5,71 anos).
Figneria tem uma velocidade orbital média de 16,66969803 km/s e uma inclinação de 11,73687º.
Esse asteroide foi descoberto em 13 de setembro de 1928 por Grigory Neujmin.